# Zagubieni (seria 1)
Sezon pierwszy serialu telewizyjnego Zagubieni, wyemitowany w Stanach Zjednoczonych na kanale ABC, a w Polsce na AXN oraz TVP1. Składa się na 24 odcinki, od Pilot: Part 1 do Exodus: Part 2. Opisuje pierwsze 44 dni pobytu bohaterów na tajemniczej wyspie.

## Ekipa produkcyjna
Seria ta została wyprodukowana przez Touchstone Television (obecne ABC Studios), Bad Robot Productions oraz Grass Skirt Productions. Producentami wykonawczymi byli współtwórcy serialu J.J. Abrams oraz Damon Lindelof, a także Bryan Burk, Jack Bender i Carlton Cuse. Konsultantami produkcji zostali Jesse Alexander i Jeff Pinkner. Ścieżka dźwiękowa została skomponowana przez Michaela Giacchino.

## Obsada
- Naveen Andrews jako Sayid Jarrah
- L. Scott Caldwell jako Rose Henderson
- Emilie de Ravin jako Claire Littleton
- Matthew Fox jako Jack Shephard
- Mira Furlan jako Danielle Rousseau
- Jorge Garcia jako Hugo „Hurley” Reyes
- Maggie Grace jako Shannon Rutherford
- Joel Himelhoch jako szeryf Edward Mars
- Josh Holloway jako James „Sawyer” Ford
- Malcolm David Kelley jako Walt Lloyd
- Daniel Dae Kim jako Jin-Soo Kwon
- Kim Yoon-jin jako Sun Kwon
- Evangeline Lilly jako Kate Austen
- William Mapother jako Ethan Rom
- Dominic Monaghan jako Charlie Pace
- Terry O’Quinn jako John Locke
- Harold Perrineau jako Michael Dawson
- Daniel Roebuck jako Leslie Arzt
- Ian Somerhalder jako Boone Carlyle
- Michelle Rodriguez jako Ana-Lucía Cortez

## Lista odcinków
| Nr | #     | Tytuł                                  | Tytuł polski                                       | Retrospekcje              | Reżyseria        | Scenariusz                                           | Premiera (ABC)       | Premiera w Polsce                               |
| --- | ----- | -------------------------------------- | -------------------------------------------------- | ------------------------- | ---------------- | ---------------------------------------------------- | -------------------- | ----------------------------------------------- |
| 1 | 1     | Pilot (Part 1)                         | Odcinek pilotażowy (Część 1)                       | Jack Shephard             | J.J. Abrams      | J.J. Abrams, Jeffrey Lieber, Damon Lindelof          | 22 września 2004     | 22 stycznia 2005 (AXN) 3 listopada 2005 (TVP1)  |
| Pierwszy odcinek pilotażowy. Samolot linii Oceanic, lot 815 rozbija się na tajemniczej wyspie. Ranny Jack budzi się w lasku bambusowym, z którego wybiega na plażę widząc co się stało. Stara się pomóc innym poszkodowanym, wśród nich jest czarnoskóra Rose, którą próbuje reanimować Boone. Następnego dnia Jack, Kate i Charlie wyruszają w głąb dżungli w celu odnalezienia kokpitu samolotu i radiostacji, z której mogliby nadać sygnał SOS. Gdy odnajdują oderwany kokpit odkrywają, że pilot żyje, lecz w tym czasie pojawia się „potwór”... |       |                                        |                                                    |                           |                  |                                                      |                      |                                                 |
| 2 | 2     | Pilot (Part 2)                         | Odcinek pilotażowy (Część 2)                       | Charlie Pace, Kate Austen | J.J. Abrams      | J.J. Abrams, Jeffrey Lieber, Damon Lindelof          | 29 września 2004     | 22 stycznia 2005 (AXN) 3 listopada 2005 (TVP1)  |
| Drugi odcinek pilotażowy. Walt, który szuka swojego psa Vincenta odnajduje kajdanki w dżungli. Na plaży dochodzi do bójki Sayida z Sawyerem, który uważa, że Jarrah jest odpowiedzialny za katastrofę samolotu. Okazuje się jednak, że Irakijczyk jest jedynym, który może naprawić nadajnik, z którego rozbitkowie chcą nadać sygnał SOS. W tym celu wyruszają w głąb dżungli na wzniesienia. W dżungli po raz kolejny dochodzi do waśni między Sayidem i Sawyerem, jednak w tym samym czasie coś biegnie w ich stronę - Sawyer wyciąga pistolet i zabija... niedźwiedzia polarnego. Gdy rozbitkom udaje się złapać sygnał, nadanie wiadomości SOS jest niemożliwe ponieważ, jak się potem okazuje, sygnał zagłuszany jest innym komunikatem, który powtarzany jest od 16 lat... |       |                                        |                                                    |                           |                  |                                                      |                      |                                                 |
| 3 | 3     | Tabula Rasa                            | Czysta tablica                                     | Kate Austen               | Jack Bender      | Damon Lindelof                                       | 6 października 2004  | 29 stycznia 2005 (AXN) 10 listopada 2005 (TVP1) |
| Ranny szeryf federalny, który transportował Kate uporczywie przestrzega Jacka przed pewną kobietą. Hurley zauważa list gończy za Kate - zaczyna pytać Jacka o co chodzi, lecz ten nie chce z nim o tym rozmawiać. Szeryf próbuje udusić Kate, chwilę później przesądzone jest że szeryf umrze - Sawyer postanawia skrócić jego męki, ale strzela obok serca, przez co jeszcze bardziej pogarsza sytuację agenta federalnego... |       |                                        |                                                    |                           |                  |                                                      |                      |                                                 |
| 4 | 4     | Walkabout                              | Wyprawa                                            | John Locke                | Jack Bender      | David Fury                                           | 13 października 2004 | 5 lutego 2005 (AXN) 10 listopada 2005 (TVP1)    |
| W nocy coś zaczyna hałasować we wraku samolotu - okazuje się, że są to dziki, które zostały zwabione przez rozkładające się zwłoki. Jack proponuje rozbitkom spalenie zwłok. W obozowisku zaczyna brakować jedzenia - Locke postanawia zapolować na dzika - dołączają do niego Kate i Michael. Zapada decyzja o spaleniu wraku samolotu. |       |                                        |                                                    |                           |                  |                                                      |                      |                                                 |
| 5 | 5     | White Rabbit                           | Biały królik                                       | Jack Shephard             | Kevin Hooks      | Christian Taylor                                     | 20 października 2004 | 12 lutego 2005 (AXN) 17 listopada 2005 (TVP1)   |
| Odcinek rozpoczyna się retrospekcją Jacka z jego dzieciństwa. Na plaży Charlie biegnie w stronę Jacka krzycząc, że jakaś kobieta zaczyna się topić, Jack rusza jej na pomoc, jak się później okazuje, tonącym również był Boone, który pyta Jacka czy uratował tamtą kobietę. Podczas rozmowy z Boonem, Jack widzi swojego ojca Christiana - biegnie za nim do dżungli. W tym samym czasie giną zapasy wody pitnej. Z powodu upału mdleje Claire. |       |                                        |                                                    |                           |                  |                                                      |                      |                                                 |
| 6 | 6     | House of the Rising Sun                | Dom wschodzącego słońca                            | Sun Kwon                  | Michael Zinberg  | Javier Grillo-Marxuach                               | 27 października 2004 | 19 lutego 2005 (AXN) 17 listopada 2005 (TVP1)   |
| Z nieznanych powodów Jin zaczyna bić Michaela, jak się później okazuję Sun potrafi mówić po angielsku i tłumaczy Michaelowi motywy pobicia go przez Jina. Tymczasem Jack konsultuje z rozbitkami przeniesienie obozu w głąb wyspy gdzie jest dostęp do wody pitnej. Locke poznaje sekret Charliego... |       |                                        |                                                    |                           |                  |                                                      |                      |                                                 |
| 7 | 7     | The Moth                               | Ćma                                                | Charlie Pace              | Jack Bender      | Jennifer Johnson, Paul Dini                          | 3 listopada 2004     | 26 lutego 2005 (AXN) 24 listopada 2005 (TVP1)   |
| Locke stara się nakłonić Charliego, aby skończył brać narkotyki. W międzyczasie Jack zostaje uwięziony w jednej z jaskiń. Rozbitkowie ruszają na pomoc. Charlie pomaga wydostać się Jackowi na zewnątrz. Sayid buduje nadajniki, dzięki którym może namierzyć tajemniczy sygnał wysyłany przez wyspę, ale pod koniec odcinka zostaje uderzony i traci przytomność. Charliemu udaje się rzucić narkotyki, z czego Locke jest zadowolony. |       |                                        |                                                    |                           |                  |                                                      |                      |                                                 |
| 8 | 8     | Confidence Man                         | Zaufany człowiek                                   | Sawyer                    | Tucker Gates     | Damon Lindelof                                       | 10 listopada 2004    | 5 marca 2005 (AXN) 24 listopada 2005 (TVP1)     |
| Shannon dostaje ataku astmy. Boone podejrzewa, że Sawyer ukrywa lekarstwo siostry, przeszukuje rzeczy rozbitka, ale lekarstwa nie znajduje. Sayid i Jack postanawiają torturować Sawyera, żeby powiedział gdzie znajduje się lek. Okazuje się, że znienawidzony członek grupy wcale go nie ma. A Shannon zostaje uratowana przez Sun. |       |                                        |                                                    |                           |                  |                                                      |                      |                                                 |
| 9 | 9     | Solitary                               | Samotnik                                           | Sayid                     | Greg Yaitanes    | David Fury                                           | 17 listopada 2004    | 12 marca 2005 (AXN) 1 grudnia 2005 (TVP1)       |
| Irakijczyk postanawia opuścić plażę, po incydencie z Sawyerem. Po drodze odkrywa przewód zasilający, który prowadzi go do tajemniczej Francuzki, której głos usłyszeli, chcąc nadać sygnał SOS. Wracając, słyszy po drodze szepty. |       |                                        |                                                    |                           |                  |                                                      |                      |                                                 |
| 10 | 10    | Raised by Another                      | Wychowany przez innego                             | Claire Littleton          | Marita Grabiak   | Lynne E. Litt                                        | 1 grudnia 2004       | 19 marca 2005 (AXN) 1 grudnia 2005 (TVP1)       |
| Claire zaczyna obawiać się o los swojego nienarodzonego dziecka. Z jej retrospekcji dowiadujemy się, że została ona porzucona przez narzeczonego po tym jak dowiedział się o jej ciąży. Kobieta jest załamana. Pomocy szuka u znanego wizjonera, jednak ten pokrętnie unika przepowiedzenia jej przyszłości. Początkowo nakazuje jej samej wychować dziecko. W końcu jednak daje jej 6000 $ oraz bilet na rejs samolotem Oceanic Airlines – lot 815. Twierdzi on, że w Los Angeles jest rodzina, która zaadoptuje jej dziecko. Tymczasem do obozu powraca Sayid, który opowiada innym rozbitkom o swoim spotkaniu z mieszkającą na Wyspie Francuzką – Danielle Rousseau. Hurley sporządza listę rozbitków. Okazuje się, że na Wyspie jest ktoś, kogo nie było na liście pasażerów – tą osobą jest Ethan Rom. W tej samej chwili w dżungli Ethan spotyka Claire i Charliego. |       |                                        |                                                    |                           |                  |                                                      |                      |                                                 |
| 11 | 11    | All the Best Cowboys Have Daddy Issues | Wszyscy najlepsi kowboje mają problemy z tatusiami | Jack Shephard             | Stephen Williams | Javier Grillo-Marxuach                               | 8 grudnia 2004       | 26 marca 2005 (AXN) 8 grudnia 2005 (TVP1)       |
| Jack i Locke wyruszają na poszukiwanie Claire i Charliego, jak się później okazuje - porywaczem jest Ethan, który uprowadza Claire. Tymczasem Sawyer wraca do jaskiń po swoje lekarstwa, gdzie spotyka Sayida. Irakijczyk opowiada mu o pewnej Francuzce, którą spotkał w dżungli. Kate i Jack odnajdują Charliego, który wisi za szyję na drzewie - Jack reanimuje go. Locke i Boone odnajdują zakopany w ziemi właz... |       |                                        |                                                    |                           |                  |                                                      |                      |                                                 |
| 12 | 12    | Whatever the Case May Be               | Nie ważne jaki może być powód                      | Kate Austen               | Jack Bender      | Damon Lindelof, Jennifer Johnson                     | 5 stycznia 2005      | 2 kwietnia 2005 (AXN) 8 grudnia 2005 (TVP1)     |
| Sawyer namawia Kate na wspólną kąpiel w jeziorze przy wodospadzie. Na dnie jeziora znajdują dwa trupy i tajemniczą aktówkę. Sayid prosi Shannon aby ta przetłumaczyła notatki Russeau. Nagły przypływ zagraża obozowisku na plaży. |       |                                        |                                                    |                           |                  |                                                      |                      |                                                 |
| 13 | 13    | Hearts and Minds                       | Serca i umysły                                     | Boone Carlye              | Rod Holcomb      | Carlton Cuse, Javier Grillo-Marxuach                 | 12 stycznia 2005     | 9 kwietnia 2005 (AXN) 15 grudnia 2005 (TVP1)    |
| Boone ostrzega Sayida ażeby ten trzymał się z dala od Shannon. Przy włazie Boon namawia Locke’a do ujawnienia tajemnicy o znalezisku pozostałym rozbitkom. Kate zauważa, że Sun zna angielski. Locke uderza w głowę Boone’a i przywiązuje do drzewa, po odzyskaniu przytomności Boone słyszy krzyki Shannon, próbuje dosięgnąć leżący na ziemi nóż Locke’a - w tym samym czasie w kierunku Shannon i Boone’a mknie potwór... |       |                                        |                                                    |                           |                  |                                                      |                      |                                                 |
| 14 | 14    | Special                                | Specjalny                                          | Michael i Walt            | Greg Yaitanes    | David Fury                                           | 19 stycznia 2005     | 16 kwietnia 2005 (AXN) 15 grudnia 2005 (TVP1)   |
| Locke uczy Walta posługiwania się nożem. Michael robi awanturę Locke’owi za to, że ten interesuje się jego synem i nakazuje mu trzymać się z daleka od Walta i od niego. Charlie szuka pamiętnika Claire. Pada pomysł budowy tratwy, który zostaje zanegowany przez pozostałych rozbitków, dlatego Michael postanawia zbudować tratwę sam. W dżungli Walt zostaje zaatakowany przez niedźwiedzia polarnego... |       |                                        |                                                    |                           |                  |                                                      |                      |                                                 |
| 15 | 15    | Homecoming                             | Powrót do domu                                     | Charlie Pace              | Kevin Hooks      | Damon Lindelof                                       | 9 lutego 2005        | 23 kwietnia 2005 (AXN) 22 grudnia 2005 (TVP1)   |
| Locke i Boone znajdują Claire w dżungli. Omdlałą przynoszą do obozowiska - okazuje się, że Claire cierpi na demencję - nie pamięta niczego, a w szczególności pozostałych rozbitków. W dżungli Charlie i Jin zostają zaatakowani przez Ethana, który rozkazuje Charliemu przyprowadzić ponownie Claire. Boone zgłasza się na ochotnika do pełnienia warty, gdy przysypia jakiś hałas budzi go nagle ze snu. Ginie jeden z rozbitków. Rozbitkowie obmyślają plan zwabienia Ethana w pułapkę... |       |                                        |                                                    |                           |                  |                                                      |                      |                                                 |
| 16 | 16    | Outlaws                                | Wyjęci spod prawa                                  | Sawyer                    | Jack Bender      | Drew Goddard                                         | 16 lutego 2005       | 30 kwietnia 2005 (AXN) 22 grudnia 2005 (TVP1)   |
| Odcinek rozpoczyna się retrospekcją z dzieciństwa Sawyera. Następnie Sawyer budzi się widząc dzika, który demoluje jego namiot - zaczyna go gonić, gdy przybiega do dżungli słyszy szepty. Charlie i Hurley grzebią Ethana. Sawyer chce zapolować na dzika, który porwał plandekę służącą jako dach namiotu, pomaga mu Kate. |       |                                        |                                                    |                           |                  |                                                      |                      |                                                 |
| 17 | 17    | ...In Translation                      | ...W tłumaczeniu                                   | Jin-Soo Kwon              | Tucker Gates     | Javier Grillo-Marxuach, Leonard Dick                 | 23 lutego 2005       | 7 maja 2005 (AXN) 29 grudnia 2005 (TVP1)        |
| Jin, widząc ubraną w bikini Sun nakazuje jej natychmiastowo okryć się ręcznikiem. Widząc kłótnię Jina i Sun, Michael postanawia interweniować, jednak zostaje uderzony przez Sun. Później jednak Sun przeprasza Michaela za to do czego doszło na plaży. Zaczyna płonąć budowana przez Michaela tratwa. Dochodzi do bójki Michaela i Jina. Shannon i Sayid zbliżają się do siebie. |       |                                        |                                                    |                           |                  |                                                      |                      |                                                 |
| 18 | 18    | Numbers                                | Liczby                                             | Hurley „Hugo” Reyes       | Daniel Attias    | David Fury, Brent Fletcher                           | 2 marca 2005         | 14 maja 2005 (AXN) 29 grudnia 2005 (TVP1)       |
| Sayid pokazuje notatki Russeau Hurleyowi. Ten Namawia Sayida ażeby ten poszedł z nim na poszukiwania tajemniczej Francuzki, jednak Jarrah odmawia. Jin, Michael i Walt kontynuują budowę tratwy, namawiają Sawyera do pomocy, ale ten nie jest zainteresowany pracą. W dżungli Hurley staje na pułapkę zastawioną przez Russeau... |       |                                        |                                                    |                           |                  |                                                      |                      |                                                 |
| 19 | 19    | Deus Ex Machina                        | Bóg z maszyny                                      | John Locke                | Robert Mandel    | Damon Lindelof, Carlton Cuse                         | 30 marca 2005        | 21 maja 2005 (AXN) 5 stycznia 2006 (TVP1)       |
| Locke i Boone konstruują katapultę, za pomocą której chcą otworzyć tajemniczy właz. Jednak po pierwszej próbie wynalazek zostaje zniszczony a właz w ogóle nienaruszony. Boone zaczyna wątpić w to, że kiedykolwiek otworzą właz. Locke jednak zapewnia go, że Wyspa da im znak. W nocy Locke ma sen, w którym widzi tajemniczą awionetkę rozbijającą się na Wyspie. Namawia Boone’a, by ten poszedł z nim na poszukiwanie samolotu. Tymczasem Sawyer zmaga się z chronicznymi bólami głowy. Locke i Boone odnajdują wrak awionetki... |       |                                        |                                                    |                           |                  |                                                      |                      |                                                 |
| 20 | 20    | Do No Harm                             | Nie wyrządzaj krzywdy                              | Jack Shephard             | Stephen Williams | Janet Tamaro                                         | 6 kwietnia 2005      | 28 maja 2005 (AXN) 5 stycznia 2006 (TVP1)       |
| Jack stara się ratować rannego Boone’a, który po wypadku stracił dużo krwi i ma połamane nogi, dlatego Jack jako uniwersalny dawca postanawia przetoczyć mu swoją krew. Claire zaczyna rodzić. Shannon i Sayid spędzają razem wieczór. |       |                                        |                                                    |                           |                  |                                                      |                      |                                                 |
| 21 | 21    | The Greater Good                       | Większe dobro                                      | Sayid Jarrah              | David Grossman   | Leonard Dick                                         | 4 maja 2005          | 11 czerwca 2005 (AXN) 12 stycznia 2006 (TVP1)   |
| Rozbitkowie przygotowują się do pogrzebu Boone’a. Na pogrzebie zjawia się Locke’a, który wyznaje, że to z jego winy Boone nie żyje. Sayid prosi Locke’a o zaprowadzenie go do awionetki, z której mógłby zabrać kilka rzeczy przydatnych w budowie tratwy. Shannon jest przekonana, że Locke zamordował Boone’a i zamierza wymierzyć mu sprawiedliwość za jego śmierć. |       |                                        |                                                    |                           |                  |                                                      |                      |                                                 |
| 22 | 22    | Born to Run                            | Urodzona by uciekać                                | Kate Austen               | Tucker Gates     | Javier Grillo-Marxuach, Edward Kitsis, Adam Horowitz | 11 maja 2005         | 17 czerwca 2005 (AXN) 19 stycznia 2006 (TVP1)   |
| Jack podejrzewa, że Michael został otruty podczas budowy tratwy. W międzyczasie poznajemy sekret z przeszłości Kate. Właz zostaje pokazany kilku rozbitkom, Walt ostrzega Locke’a. Jack i Locke próbują dokonać diagnozy choroby Michaela. Charlie proponuje Claire wspólne mieszkanie po tym jak wydostaną się z Wyspy. |       |                                        |                                                    |                           |                  |                                                      |                      |                                                 |
| 23 | 23    | Exodus (Part 1)                        | Wyjście (Część 1)                                  | Różne                     | Jack Bender      | Carlton Cuse, Damon Lindelof                         | 18 maja 2005         | 24 czerwca 2005 (AXN) 19 stycznia 2006 (TVP1)   |
| Na plaży Walt widzi idącą w kierunku obozu Russeau - biegnie do obozowiska by powiadomić pozostałych rozbitków. Francuzka przybyła do obozu ponieważ chciała ostrzec rozbitków o tym, że Inni się zbliżają. Locke chce otworzyć właz i ukryć w nim rozbitków przed Innym - środkiem jakim Locke chce otworzyć właz okazuje się dynamit z Czarnej Perły. Tratwa zostaje wodowana - Michael, Walt, Sawyer i Jin odpływają... |       |                                        |                                                    |                           |                  |                                                      |                      |                                                 |
| 24 25 | 24 25 | Exodus (Part 2)                        | Wyjście (Część 2-3)                                | Różne                     | Jack Bender      | Damon Lindelof, Carlton Cuse                         | 25 maja 2005         | 1 lipca 2005 (AXN) 26 stycznia 2006 (TVP1)      |
| Kate, Jack, Hulrey i Locke zostają zaskoczeni przez Potwora. Wszyscy uciekają, jedynie Locke jest nieporuszony, jednak gdy poczwara zaczyna się zbliżać, ucieka. Potwór dopada go i chce wciągnąć do dołu. Rozbitkowie muszą poświęcić na ratowanie przyjaciela jedną z czterech lasek dynamitu. Udaje się, Locke jest wolny. W retrospekcji Hurleya widzimy, jak zaspał i bardzo spieszył się na samolot. W drodze zepsuł mu się samochód, ale był blisko lotniska, więc pobiegł. W kolejce chciał wepchnąć się przed Arzta, ale został przywołany do porządku. Hugo przekupił starego mężczyznę na skuterze i na tymże pospieszył do kolejki. Niestety próbował wejść nie w tym terminalu, co trzeba. Gdy dotarł do swego miejsca, pokład był już zamknięty, jednak ekspedientka ulitowała się nad Reyesem i wpuściła go na pokład. Tymczasem Charlie daje się podpuścić Ruosseau (wpada w pułapkę), i na głowę lecą mu sterty kamieni. Sayid dezynfekuje paskudną ranę na głowie. W końcu udaje im się odzyskać Aarona od Danielle „po dobroci”. Potwierdza się teza Sayida na temat porwania dziecka Claire (zamiana na Alex). Claire jest zachwycona, a Shannon godzi się z Sayidem. Na tratwie: na radioodbiorniku Sayida Sawyer i Michael dostrzegają punkt. Obiekt przybliża się, ale potem oddala. Po wystrzeleniu racy (sprzeciw Michaela, poparcie Sawyera), obiekt wraca. Podpływa do nich łódka na której są Inni. Ci porywają Walta oraz rzucają na tratwę granat. Locke przypomina sobie, jak wniesiono go na pokład na rękach. Na Wyspie on z Jackiem, Hurleyem i Kate. Docierają do włazu. Hurley dostrzega na jego bocznej ścianie swoje liczby, jednak lont się już pali, a bunkier zostaje wysadzony. Na osobności Jack uświadamia Kate, że teraz mogą mieć „problemy” z Lockiem i pyta, czy może na nią liczyć. Przestępczyni odpowiada twierdząco. Locke i Jack zaglądają do bunkra widząc drabinę urwaną w połowie siłą wybuchu. |       |                                        |                                                    |                           |                  |                                                      |                      |                                                 |

## Odcinek specjalny
| S1 | The Journey | Zagubieni: Podróż | Brian Cox W Australii: Evangeline Lilly oraz Dominic Monaghan | 27 kwietnia 2005 | 4 czerwca 2005 (AXN) 12 stycznia 2006 (TVP1) |
| Odcinek specjalny wyemitowany pomiędzy odcinkami Do No Harm (odcinek 20) a The Greater Good (odcinek 21). Opisuje pierwsze 40 dni na Wyspie. |             |                   |                                                               |                  |                                              |